# Christian de Castries
Christian de La Croix de Castries, född 11 augusti 1902 i Paris, död 29 juli 1991, var en fransk militär (brigadgeneral) vid kavalleriet. Han var befälhavare under slaget vid Dien Bien Phu 1954.
Christian de Castries kom från en adlig familj med lång militär tradition. Under andra världskriget var han med i Franska motståndsrörelsen. I slutet av kriget deltog han under general Jean de Lattre de Tassignys ledning i de franska truppernas inmarsch i södra Tyskland. 1946 blev han stationerad i Franska Indokina.
Han kom efter slaget vid Dien Bien Phu att hamna i krigsfångenskap men släpptes och återvända till Frankrike.